# Введенський Борис Олексійович
Введенський Борис Олексійович (нар. 7 (19) квітня 1893, Москва, - 1 червня 1969, там само), радянський радіофізик, академік АН СРСР (1943; член-кореспондент 1934), Герой Соціалістичної Праці (1963).

## Біографія
Після закінчення Московського університету (1915) працював у ряді науково-дослідних організацій. У 1927-35 - у Всесоюзному електротехнічному інституті, в 1941-1944 - в Фізичному інституті АН СРСР. У 1946-1951 академік-секретар Відділення технічних наук АН СРСР. У 1944-53 голова секції по науковій розробці проблем радіотехніки АН СРСР. З 1951 головний редактор 2-го видання Великої радянської енциклопедії. Під керівництвом В. проведені всі підготовчі роботи до 3-го видання БСЭ. В. був також Головним редактором Малої радянської енциклопедії (3-го видання), Фізичного енциклопедичного словника, 3-томного і 2-томного Універсальний енциклопедичний словник і ін видань. З 1959 голова Наукової ради видавництва «Радянська енциклопедія». З 1953 працював в інституті радіотехніки і електроніки АН СРСР. Голова Наукової ради з розповсюдження радіохвиль АН СРСР (з 1964). Основні роботи по вивченню розповсюдження УКХ (метрових хвиль). Ним дана (1928) «квадратична формула» для розповсюдження УКХ над земною поверхнею в межах прямої видимості і запропонована «дифракційні формула« для розрахунку поля УКХ за горизонтом (1935–1936). У 1965 у співавторстві з М. А. Колосовим та ін опублікував розрахунок поля при дальньому тропосферному розповсюдженню УКХ. Праці по розповсюдженню УКХ викладені в монографіях В:  «Основи теорії розповсюдження радіохвиль» (1934), «Поширення ультракоротких радіохвиль» ( 1938, спільно з А Г Аренберг), «Радіохвилеводи» (1946, спільно з А Г Аренберг ). За участю В. написана монографія «Дальнє тропосферне розповсюдження ультракоротких радіохвиль» (1965). У 1949 АН СРСР присудила В. золоту медаль ім. А. С. Попова. Державна премія СРСР (1952). Нагороджений 3 орденами Леніна, 2 ін орденами, а також медалями. Член-кореспондент Німецької АН у Берліні (1955).